# Santa Cruz do Sul
Santa Cruz do Sul, amtlich portugiesisch Município de Santa Cruz do Sul, ist ein Verwaltungsbezirk (Munizip) und Mittelstadt im Bundesstaat Rio Grande do Sul im südlichen Brasilien, 155 km nordwestlich von der Landeshauptstadt Porto Alegre. Sie wird auch als Hauptstadt des Tabaks bezeichnet. 

## Geographie
Santa Cruz do Sul liegt im Vale do Rio Pardo, dem Tal und Einzugsgebiet des Rio Pardo. Das grenzt an die Gemeinden Rio Pardo, Vera Cruz, Venâncio Aires und Candelária.
Bis 1992 hatte Santa Cruz do Sul noch eine Gemeindefläche von rund 1782 km². Es verlor über die Hälfte an Fläche und Teile der Bevölkerung durch das Ausgliedern ehemaliger Distrikte zu den selbständigen Munizipien Gramado Xavier, Vale do Sul (früher Trombudo) und Sinimbu.
Seit 1995 ist die Stadt in neun Distrikte gegliedert: Santa Cruz do Sul (Sitz der Stadtverwaltung), Boa Vista, Monte Alverne, São Martinho, Saraiva, São José da Reserva, Rio Pardinho, Alto Paredão, und Área Anexada.
Das Biom ist Mata Atlântica. Die Stadt hat tropisches, gemäßigtes und warmes Klima, Cfa nach der Klimaklassifikation nach Köppen und Geiger. Die Durchschnittstemperatur ist 18,9 °C. Die durchschnittliche Niederschlagsmenge liegt bei 1790 mm im Jahr.

## Geschichte
Die ersten Aufzeichnungen über die heutige Stadt Santa Cruz do Sul sind aus den 1840er Jahren. Die Kolonie wurde am 6. Dezember 1847 in der Zeit der Provinz São Pedro do Rio Grande do Sul gegründet. Aus dem Rheinland, dem Hunsrück, der Pfalz und Schlesien kamen die ersten Einwohner 1849 in die Kolonie Santa Cruz do Sul und ließen sich in Colônia Picada Velha, heute bekannt als Linha Santa Cruz, nieder. Im Oktober 1850 wurde Evaristo Alves de Oliveira zum ersten Verwalter der Kolonie ernannt. Die Kolonisten gehörten zur zweiten und dritten Einwanderungswelle der deutschen Einwanderung in Brasilien.
Die Kolonie wuchs schnell. 1853 waren 196 Grundstücke belegt, auf denen 692 Einwohner lebten. Am Ende desselben Jahrzehnts, im Jahr 1859, betrug die Bevölkerung 2409 Einwohner. 
Da sich dieses Wachstum fortsetzte, wurde durch das Gesetz Lei Provincial n.º 1079 am 31. März 1877 die Kolonie Santa Cruz do Sul in die Kategorie einer Gemeinde (Vila) erhoben. 
Etwas mehr als ein Jahr später, am 28. September 1878, wurde Santa Cruz do Sul 29 Jahre nach seiner Entstehung eine unabhängige Stadt.
Die 1891 gegründete Zeitung des Ortes Gazeta do Sul hat regelmäßig eine deutsche Beilage. 
Im Jahr 1905 wurde die Eisenbahnlinie Santa Cruz – Rio Pardo (Bahnhof Couto) eingeweiht (Ramal de Santa Cruz do Sul). Dies hatte zur Folge, dass es mit der Hafenstadt Porto Alegre einen Anstieg des Waren- und Personenverkehrs ermöglichte.
1924 wurde eine evangelische Kirche, die Igreja Evangélica de Confissão Luterana, nach Plänen von zwei deutschen Architekten gebaut. Sie ist eine der größten evangelisch-lutherischen Kirchen in Rio Grande do Sul und die größte neoromanische Kirche in Lateinamerika.

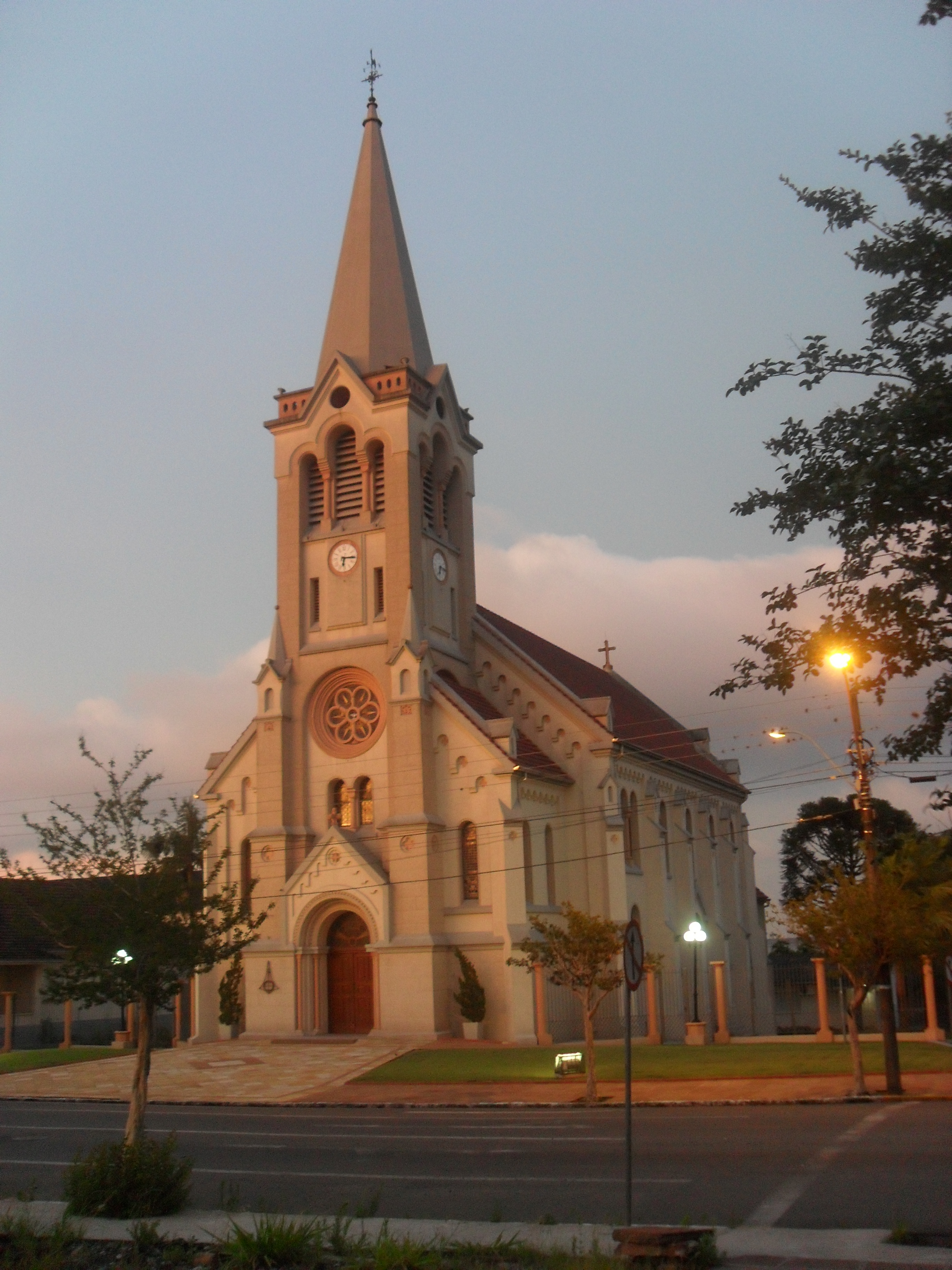
Lutherische Kirche
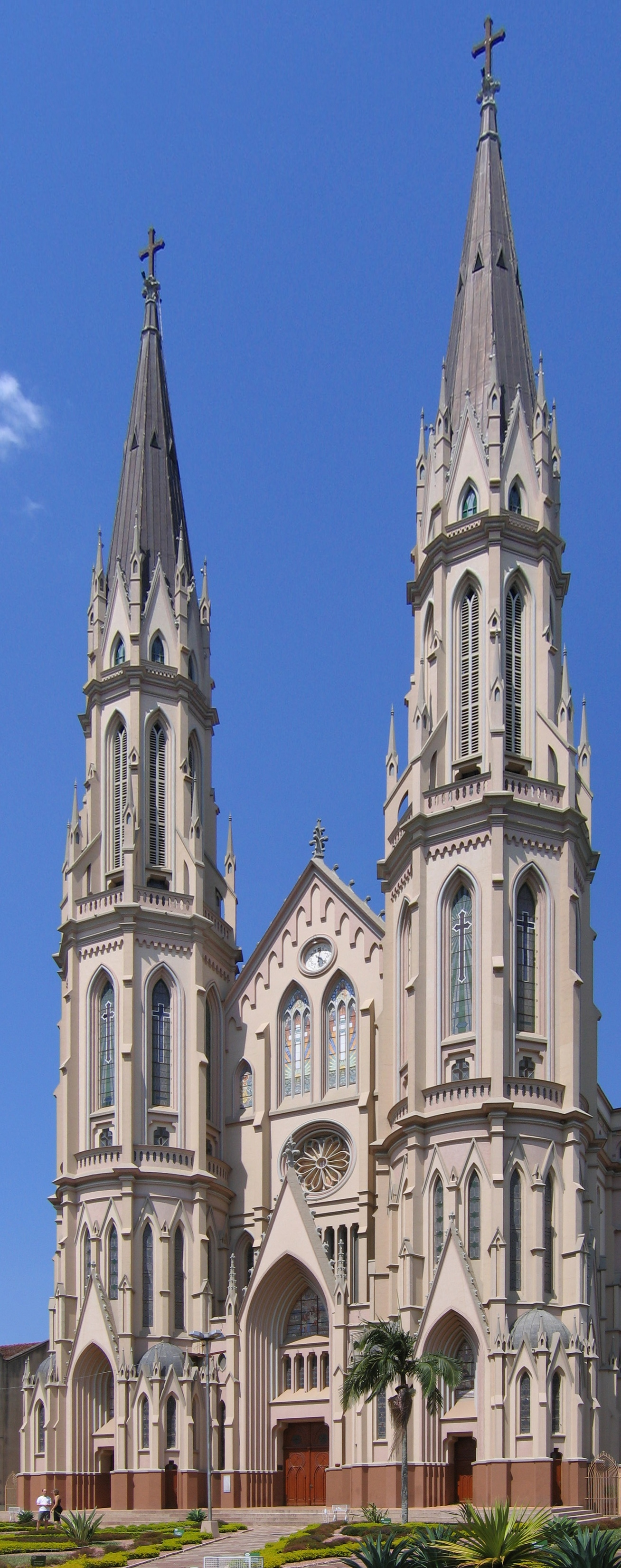
Katholische Kathedrale (Catedral de São João Batista)

Die Universität Universidade de Santa Cruz do Sul (UNISC) wurde im Jahr 1962 gegründet.
Wegen der vielen Hunsrücker Einwanderer wird auch heute noch in der Stadt und dem Umland, neben der portugiesischen Amtssprache, aktiv das sogenannte Riograndenser Hunsrückisch gesprochen.

## Wirtschaft
Das Pro-Kopf-Einkommen zählt zu den höchsten Brasiliens (Rang 56 von 497 Munizipien in Rio Grande do Sul, Rang 284 von 5570 Munizipien in Brasilien). Trotz allem gibt es Favelas. 
Ein wichtiger Arbeitgeber ist die Zigarettenfabrik von Philip Morris International und Souza Cruz (British American Tobacco).

## Infrastruktur
Der Flughafen Santa Cruz do Sul und der Flughafen Luiz Beck da Silva befindet sich nördlich auf dem Stadtgebiet von Santa Cruz do Sul. Er beherbergt auch den Aeroclub Santa Cruz, der ursprünglich am Bau von Prototyp-Flugzeugen beteiligt war.

## Demografie
Die Einwohnerzahl wurde zum 1. Juli 2021 auf 132.271 Personen geschätzt, die Santa-Cruzenser genannt werden und auf einer Gemeindefläche von rund 733,9 km² leben.

### Bevölkerungsentwicklung
| Jahr | Einwohner | Stadt   | Land   |
| --- | --------- | ------- | ------ |
| 1900 | 23.158    | ?       | ?      |
| 1920 | 41.136    | ?       | ?      |
| 1940 | 55.041    | 11.444  | 43.597 |
| 1950 | 69.605    | 15.712  | 53.893 |
| 1960 | 76.854    | 22.026  | 54.828 |
| 1970 | 86.787    | 32.967  | 53.820 |
| 1980 | 99.645    | 55.152  | 44.493 |
| 1991 | 117.773   | 78.955  | 38.818 |
| 2000 | 107.632   | 93.786  | 13.846 |
| 2010 | 118.287   | 105.184 | 13.103 |
| 2021 | 132.271   | ?       | ?      |
| Die zur Anzeige dieser Grafik verwendete Erweiterung wurde dauerhaft deaktiviert. Wir arbeiten aktuell daran, diese und weitere betroffene Grafiken auf ein neues Format umzustellen. (Mehr dazu) |           |         |        |

Quelle: IBGE (2011)

## Kommunalpolitik
Bei der Kommunalwahl 2020 wurde Helena Hermany von den Progressistas (PP) als Stadtpräfektin (Bürgermeisterin) für die Amtszeit von 2021 bis 2024 gewählt. Sie hatte dieses Amt bereits schon einmal 2008 übernommen.
Die Legislative wird von einem Stadtrat, der Câmara de Vereadores, mit 21 gewählten Stadtverordneten ausgeübt.

## Kultur und Sehenswürdigkeiten
- Das jährliche Oktoberfest in Santa Cruz do Sul ist nach dem Oktoberfest in Blumenau das zweitgrößte in Brasilien. Es ist seit dem 4. Dezember 2006 durch das Gesetz Nr. 12.652 als Kulturerbe des Bundesstaates Rio Grande do Sul eingetragen.[12]
- Die evangelische Kirche, renoviert 1999 mit einer Orgel aus dem Jahr 1887 des deutschen Unternehmens Ibach aus Barmen.
- In Santa Cruz do Sul befindet sich ein anthropologisches Museum. Es gehört zur Paleorrota, einem Geopark der sich über mehrere Zehntausend Quadratkilometer entlang der Bundesstraße 287 im Bundesstaat Rio Grande do Sul im Süden Brasiliens erstreckt.
- Die Gruta dos Indios.
- Das nahegelegene Tal des Rio Pardinho.

## Söhne und Töchter der Gemeinde
- Antônio Reis (1885–1960), katholischer Geistlicher, Bischof von Santa Maria
- Alberto Frederico Etges (1910–1996), katholischer Geistlicher, Bischof von Santa Cruz do Sul
- Agostinho Willy Kist (1925–2002), katholischer Geistlicher, Bischof von Diamantino
- Anselmo Müller (1932–2011), Ordensgeistlicher und römisch-katholischer Bischof von Januária
- Lya Luft (1938–2021), Schriftstellerin und Übersetzerin
- Irineu Gassen (* 1942), Bischof von Vacaria
- Henrique da Costa Mecking (* 1952), Schachgroßmeister und Geistlicher
- César Kist (* 1964), Tennisspieler
- César Thier (* 1967), Fußballtorwart
- Fabian Bolívar Guedes (* 1980), Fußballspieler
- Ana Hickmann (* 1981), Fotomodell
- Carlos Eduardo Assmann (* 1985), Fußballspieler
- Sabine Heitling (* 1987), Hindernisläuferin
- Eduardo Ribeiro (* 1998), Tennisspieler